# Vellechevreux-et-Courbenans
Vellechevreux-et-Courbenans is een voormalige gemeente in het Franse departement Haute-Saône in de regio Bourgogne-Franche-Comté en telt 149 inwoners (2011). Het maakt deel uit van het arrondissement Lure.

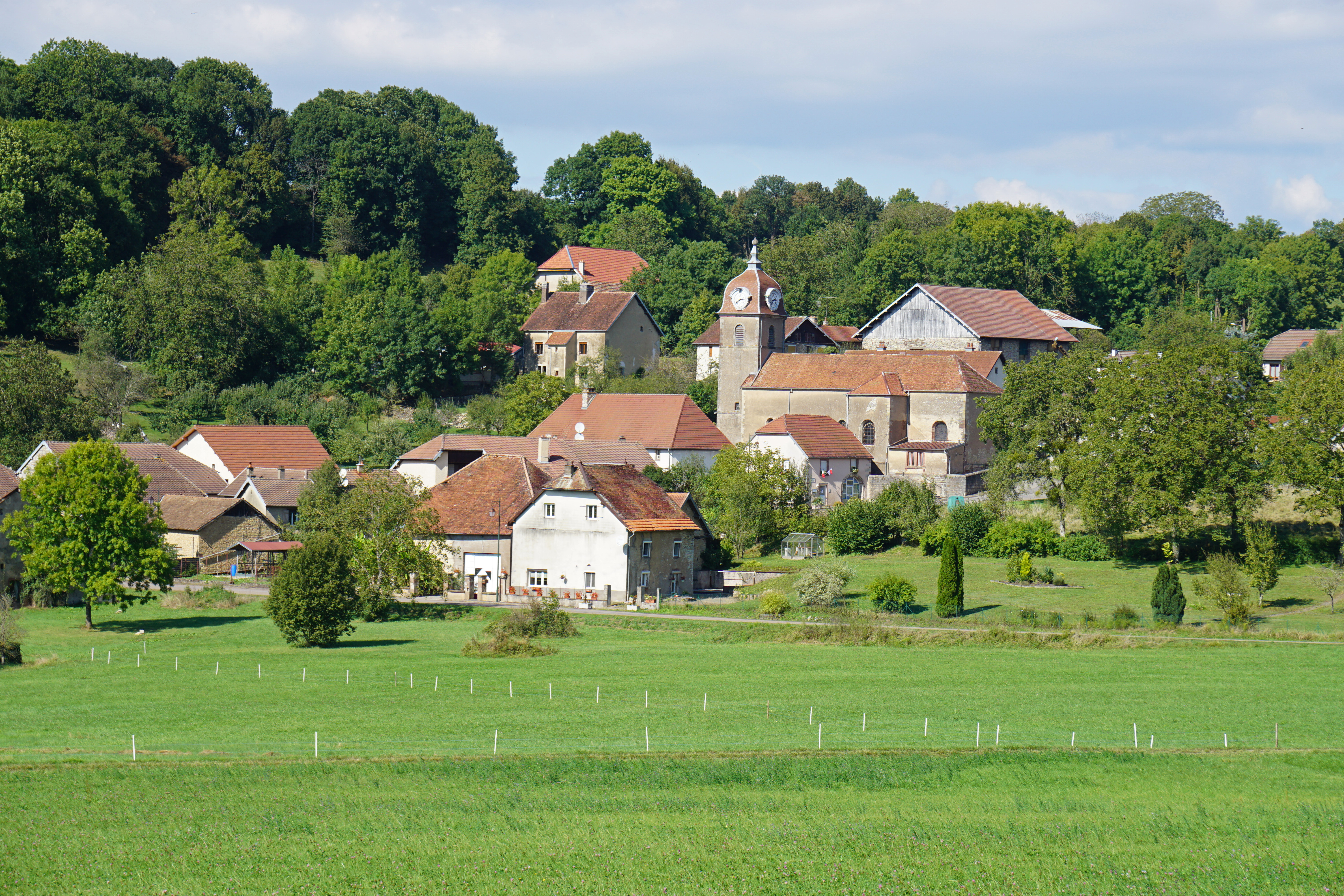
Zicht op Vellechevreux-et-Courbenans

## Gechiedenis
Per decreet van 15 november 1807 werd de gemeente Courbenans opgeheven en toegevoegd aan de gemeente Vellechevreux, die daarmee de naam Vellechevreux-et-Courbenans kreeg. Dit decreet werd pas in 1832 ten uitvoer gebracht.
Op 1 januari 2025 fuseerde Vellechevreux-et-Courbenans met de gemeenten Courchaton en Georfans tot de commune nouvelle Belles-Fontaines.

## Geografie
De oppervlakte van Vellechevreux-et-Courbenans bedraagt 9,4 km², de bevolkingsdichtheid is 15,9 inwoners per km².
De onderstaande kaart toont de ligging van Vellechevreux-et-Courbenans met de belangrijkste infrastructuur en aangrenzende gemeenten.

## Demografie
Onderstaande figuur toont het verloop van het inwonertal.